# Jo Jole
Jo Jole (Tilburg, 21 december 1890 – Heerlen, 3 februari 1953) was een Nederlands voetballer die als middenvelder speelde.

## Interlandcarrière

### Nederland
Op 29 april 1923 debuteerde Jole voor Nederland in een vriendschappelijke wedstrijd tegen België (1 – 1 gelijk).
| Interlands van Jo Jole voor Nederland | Interlands van Jo Jole voor Nederland | Interlands van Jo Jole voor Nederland | Interlands van Jo Jole voor Nederland | Interlands van Jo Jole voor Nederland | Interlands van Jo Jole voor Nederland |
| №                                     | Datum                                 | Wedstrijd                             | Uitslag                               | Soort Wedstrijd                       | Doelpunten                            |
| Als speler bij Willem II              | Als speler bij Willem II              | Als speler bij Willem II              | Als speler bij Willem II              | Als speler bij Willem II              | Als speler bij Willem II              |
| ------------------------------------- | ------------------------------------- | ------------------------------------- | ------------------------------------- | ------------------------------------- | ------------------------------------- |
| 1.                                    | 29 april 1923                         | Nederland – België                    | 1 – 1                                 | Vriendschappelijk                     | 0                                     |
| 2.                                    | 10 mei 1923                           | Duitsland – Nederland                 | 0 – 0                                 | Vriendschappelijk                     | 0                                     |